# Telegiornale (RSI)
Il Telegiornale è il notiziario della RSI, filiale italofona della SRG SSR, azienda concessionaria del servizio pubblico radiotelevisivo in Svizzera. Va in onda su RSI LA1.

## Storia

Fotogramma della sigla utilizzata dal 31 agosto 2009 al 28 gennaio 2019.

All'inizio tutti i telegiornali delle tre regioni linguistiche della Svizzera avevano sede a Zurigo, sede centrale della SRG SSR, e venivano trasmessi una volta al giorno (la sera). Dal 1987 il telegiornale in lingua italiana si è trasferito a Comano (sede degli studi televisivi dell'allora TSI, oggi RSI), aumentando il numero di edizioni fino a cinque al giorno, per poi ridursi a 3 d'estate e nel weekend e 4 negli altri giorni. La redazione produce anche speciali per segnalare ai telespettatori avvenimenti particolari. La testata è diretta dal 2013 da Roberto Cattaneo. Nel 2014 viene cancellata l'edizione della notte, per poi essere ripristinata nel 2019 con Infonotte.
Dal 28 gennaio 2019, il Telegiornale rinnova la propria immagine, il proprio studio, la propria sigla e il proprio logo; a curare la scenografia di quest'ultimo è stata Francesca Montinaro.

### Scambio di redazione
Negli anni 2010 la SRG SSR ha promosso iniziative di "scambio" tra le redazioni giornalistiche delle proprie filiali (francese, tedesca e italiana), nel corso delle quali ciascuna équipe si è ritrovata a produrre e mandare in onda un notiziario in una lingua diversa da quella d'appartenenza. In quest'ambito, il 20 marzo 2014, l'edizione delle 20:00 del Telegiornale venne prodotta da una squadra di giornalisti della SRF e condotta dalla presentatrice Maureen Bailo, mentre una squadra italofona produsse l'edizione delle 19:30 del SRF Tagesschau.

## Edizioni
- TG Giorno, ogni giorno alle 12:30
- TG Flash, ogni giorno alle 18:00
- TG Sera, ogni giorno alle 20:00

## Redazione

### Principali conduttori

#### Edizione ore 12:30 e flash ore 18:00
- Alessandro Chiara
- Laura Giovara
- Gianmaria Giulini
- Camilla Jolli
- Brigitte Latella
- Christelle Pagnamenta

#### Edizione ore 20:00
- Roberto Cattaneo
- Pietro Bernaschina
- Alessia Caldelari
- Francesca Campagiorni
- Valentina Cravero
- Angelo D'Andrea
- Francesca Mandelli

### Corrispondenti
- Massimiliano Herber - Stati Uniti
- Lorenzo Buccella - Italia
- Tomas Miglierina - Bruxelles

### Collaboratori all'estero
- Walter Rahue - Germania
- Daniele Compatangelo - Los Angeles - USA
- Gabriele Battaglia - Pechino
- Claudio Moschin - Italia
- Nicoletta Gemnetti - Italia
- Veronica Noseda - Francia
- Loretta Dalpozzo - Singapore, Sudest asiatico
- Davide Mattei - Spagna
- Lorenzo Amuso - Regno Unito
- Emiliano Guanella - Sud America

## Direttori
- Maurizio Canetta (2000 - 2007)
- Reto Ceschi (2007 - 2010)
- Michele Magistra (2010 - 2011)
- Aldo Sofia (2011 - 2013)
- Roberto Cattaneo (dal 2013)

## Altri programmi d'informazione RSI
- Falò
- Patti chiari
- Il Quotidiano
- Contesto
- Info Notte